# Heinrich Mussinghoff
Heinrich Mussinghoff (ur. 29 października 1940 w Osterwick) – niemiecki biskup rzymskokatolicki, biskup diecezjalny Akwizgranu w latach 1994-2015.
Święcenia kapłańskie otrzymał 29 czerwca 1968 z rąk kard. Josepha Höffnera. 12 grudnia 1994 papież Jan Paweł II mianował go biskupem diecezjalnym diecezji Akwizgranu. Sakry biskupiej udzielił mu kard. Joachim Meisner.